# Myscelus perissodora
Espèce
Myscelus perissodora est une espèce de lépidoptères de la famille des Hesperiidae, de la sous-famille des Pyrginae et de la tribu des Pyrrhopygini.

## Dénomination
Myscelus perissodora a été décrit par Harrison Gray Dyar en 1914.

### Nom vernaculaire
Myscelus perissodora se nomme Dyar's Myscelus en anglais.

## Description
Myscelus perissodora est un papillon au corps trapu de couleur orange à l'abdomen rayé de cercles marron. 
Sur le dessus les ailes sont de couleur orange avec aux ailes antérieures une bande hyaline veinée de marron et de petites taches hyalines dans l'aire postdiscale, du côté de l'apex.
Le revers présente une partie basale jaune qui couvre l'aile antérieure jusqu'à la bande hyaline et à l'aile postérieure ne laisse qu'une bande marginale marron.

## Biologie

### Plantes hôtes
La plante hôte de sa chenille est Guarea glabra.

## Écologie et distribution
Myscelus perissodora est présent  au Mexique, au Costa Rica, et en Colombie,.

### Protection
Pas de statut de protection particulier.